# Epacris marginata
Epacris marginata är en ljungväxtart som beskrevs av Ronald Melville. Epacris marginata ingår i släktet Epacris och familjen ljungväxter. Inga underarter finns listade i Catalogue of Life.